# Lys Assia
Lys Assia (s pravim imenom Rosa Mina Schärer), švicarska pevka popularne glasbe, * 3. marec 1924, Rupperswil, kanton Aargau, Švica, † 24. marec 2018, Zürich.
V mladosti se je sprva ukvarjala s plesom, v štiridesetih pa se je podala v pevsko kariero.
Lys Assia je predstavljala Švico na prvi Pesmi Evrovizije leta 1956 in s pesmijo Refrain postala prva zmagovalka v zgodovini te prireditve. Zmagovalna pesem je postala velika uspešnica in je pevki prinesla zlato ploščo. Švico je zastopala na Evroviziji še dvakrat: leta 1957 in 1958. Igrala je tudi v več filmih.

## Pesmi
- Oh Mein Papa
- Ein kleiner goldner Ring
- Refrain
- Das alte Karussell
- Holland Mädel
- Jolie Jacqueline
- L'enfant que j'étais
- Giorgio
- Die Glocken Hell Erklingen
- Golodrina

## Filmografija
- Ein Mann Vergißt Die Liebe (1955)
- Schlager Parade